# Leucopis tapiae
Leucopis tapiae är en tvåvingeart som beskrevs av Blanchard 1964. Leucopis tapiae ingår i släktet Leucopis och familjen markflugor. Inga underarter finns listade i Catalogue of Life.